# Svećenici stradali u Drugom svjetskom ratu u Bosni i Hercegovini
U Bosni i Hercegovini je tijekom Drugog svjetskog rata stradalo izrazito mnogo crkvenih osoba i osobito svećenika Katoličke crkve. Pretežni dio tih stradanja su bila ubojstva, s obilježjima zločina iz mržnje prema katoličkoj vjeri i hrvatskom narodu, kojemu je pretežni dio pobijenih crkvenih osoba pripadao. 
Nepotpuni popis svećenika ubijenih tijekom rata i neposredno nakon njega:
- don Ante Bakula, rođ. 10. lipnja 1844. u Posušju. 20. travnja 1942. godine ga partizani uhvatili, jahali, vezali u štali, potkovali kao konja, kamenovali i na druge ga načine ga mučili tjedan dana i potom ubili u Vlahovićima kod Ljubinja. Njegovo tijelo je bačeno u jamu i nije nikad potom nađeno,
- don Ilija Tomas, rođ. u Drinovcima 19. srpnja 1901.  Ubili su ga partizani u župi u Klepcima 1. svibnja 1942. Na njegovu tijelu pronađen je dvadeset jedan ubod nožem i sjekirom. Na čelu mu je bio urezan znak križa, oči izbodene, usta s obje strane razrezana. Njegovo mrtvo tijelo je potom bačeno u rijeku Bregavu gdje je sutradan pronađeno te je pokopano na čapljinskom groblju,
- fra Stjepan Naletilić, rođ. u Lisama kod Širokog Brijega 1. studenoga 1907. u Lisama kod Širokoga Brijega. Odveden iz župe u Kongori, prema onodobnim izvorima od strane  "komunističko-četničke bande" i potom ubijen 17. svibnja 1942. u šumi Ravašnici iznad Vukovskog kod Kupresa,
- don Vide Putica, 11. lipnja 1859. u Prapratnici blizu Hutova. Ubili su ga četnici 6. rujna 1942. u njegovoj sobi iz koje je taj 84-godišnjak jedva mogao izlaziti bez tuđe pomoći. Poslije dva-tri dana poslije njegovo su mrtvo tijelo stavili u zahod, polili benzinom i zapalili,
- fra Križan Galić, starog 74 godine, ubili su partizani 30. listopada partizani, tako da su u župni dvor u Međugorju ubacili ručnu bombu,
- don Marijan Vujnović, starog 73 godine, strijeljali su partizani u Trebinju 31. prosinca 1944. godine,
- Josip Kaurinović, župnik u Prijedoru, kojega su partizani ubili 16. svibnja 1942.
- Ante Dujlović, župnik u Gumjeri kod Prnjavora, kojega su ubili četnici 11. srpnja 1943. Pokrenut je postupak njegove beatifikacije,
- Antun Ćurćić, umirovljeni svećenik, umro od posljedica partizanskog ranjavanja 9. siječnja 1944.,
- Fra Viktor Baltić, župnik u Ljubunčiću kod Livna. Ubijen od partizana nakon što su ga zarobili 8. veljače 1943.,
- Fra Bonaventura Grebenarević, župnik u Podhumu kod Livna. Strijeljan od partizana 1. prosinca 1943.,
- Fra Stjepan Barišić, župnik u Podhumu kod Konjica. Strijeljan od partizana 3. veljače 1944.,
- Fra Borivoj Mioč, župnik u Ljubunčiću kod Livna. U noći između 6. i 7. svibnja 1944. odveli su partizani i nikada se više nije pojavio,
- Fra Danijel Briševac, župnik u Stratinskoj kod Banja Luke. Ubijen od četnika 25. kolovoza 1944.,
- fra Tomislav Gelić, župnik u Bugojnu. Strijeljan od partizana partizani 9. rujna 1944.,
- dr. Dragan Dujmušić, kateheta u Tuzlanskoj gimnaziji, kojega su partizani 7. listopada 1943. u Tuzli osudili na smrt te istoga dana strijeljali u obližnjem Parselu,
- Ivan Miletić, župni vikar u Bijeljini. Strijeljan od partizana 26. studenoga 1943. u Bijeljini,.
- Rikard Weiss, župni vikar u Modriči. Strijeljan od partizana 24. ožujka 1944. u Modriči,
- Stipo Barišić, poginuo 6. srpnja 1944. između Želeće i Žepča kao putnik vlaka kojega su bombardirali saveznički avioni,[1]
- Branko Bandić
- Krešimir Barišić - pokrenut postupak beatifikacije
- msgr. dr. Nikola Bilogrivić, rođ. u Tuzli 1893., strijeljan Banja Luci 20. veljače 1947. godine,[2]
- Josip Böckmann,
- Zvonimir Brekalo,
- fra Danijel Briševac,
- fra Miroslav Buzuk,
- fra Alojzije Čondić,
- fra Domagoj Čubelić,
- Josip Čurčić,
- don Juraj Gospodnetić - pokrenut postupak beatifikacije,
- fra Bono Grebenarević,
- fra Ognjen Idžotić,
- fra Marijan Jakovljević,
- fra Ljudevit Jošić,
- Jerko Marijan,
- fra Ignacije Mamić,
- fra Vitomir Mišić,
- Waldemar Maksimilijan Nestor - pokrenut postupak beatifikacije,
- Petar Peroš,
- fra Ljudevit Petrović,
- fra Tomislav Petrušić,
- fra Jaroslav Szitan,
- fra Alojzije Šandrk,
- Božo Šimleša,
- fra Celestin Teklić,
- fra Luka Tešić,
- fra Paskval Velić,
- fra Paško Vidović,
- fra Vitomir Zekić.

Ukupno, od 122 svećenika koji su bili pripadnici bosanske franjevačke provincije, smrtno ih stradalo je za vrijeme Drugog svjetskog rata i odmah nakon njega 47, tj. 24,47%: ubijeno je njih 36, jedan je umro u zatvoru a 10 ih je umrlo od tifusa.
Od 123 dijacezanska svećenika Sarajevske nadbiskupije smrtno je stradalo njih 27, tj 21,95%. Od toga je njih 21 ubijen, jedan je umro u zatvoru, dvojica su umrla od posljedica zatvora i torture, a tri su umrla od tifusa.
Od 31 dijecezanskog svećenika Banjalučke biskupije, smrtno ih je stradalo 13, tj 41,93%. Od toga je 10 ubijeno, jedan je umro u zatvoru i jedan u logoru. Biskup Jozo Garić je umro kao ratni prognanik u Grazu 1946. godine.
U Mostarskoj biskupiji, od 36 dijacezanskog svećenika, život je izgubilo njih 14, tj. 40%. Od toga je 12 bilo ubijeno, jedan je umro u zatvoru, te jedan od tifusa.
Od 40 redovnika trapista u samostanu kod Banja Luke, dvojica svećenika (5%) su umrli od posljedica komunističkog logora.
Od redovnika isusovaca, koji su djelovali kao profesori u nešto sigurnijem Travniku, jedan je poslije rata umro u zatvoru u Sarajevu, od posljedica mučenja.
Od 151 svećenika - pripadnika hercegovačke franjevačke provincije koji su za vrijeme rata i živjeli na području BiH - ubijeno je njih 55  (36,42%).

## Vanjske poveznice
- (kta):U potrazi za svecima među žrtvama Drugoga svjetskog rata i poraća u Bosni i Hercegovini, KTA BK BiH, 26. travnja 2012.
- Tomo Vukšić: Povijesni feljton: Stradanja crkvenih osoba u BiH za Drugog svjetskog rata i u poraću (1). Prvi ubijeni svećenik bačen u jamu Golubnjaču, Glas Koncila, 10. srpnja 2005.
- Tomo Vukšić: Povijesni feljton: Stradanja crkvenih osoba u BiH za Drugog svjetskog rata i u poraću (2). Don Antu Bakulu partizani jahali kao konja i potkovali, Glas Koncila, 17. srpnja 2005.
- Tomo Vukšić: Povijesni feljton: Stradanja crkvenih osoba u BiH za Drugog svjetskog rata i u poraću (3). Fra Stjepana Naletilića su razapinjali na jeli i pekli na ražnju, Glas Koncila, 24. srpnja 2005.
- Tomo Vukšić: Povijesni feljton: Stradanja crkvenih osoba u BiH za Drugog svjetskog rata i u poraću (4). Partizani franjevcima pucali u zatiljak pa ih zapalili, Glas Koncila, 31. srpnja 2005.
- Biskupska konferencija BiH, Osnovni podaci o Banjolučkoj biskupiji